# Oud Kasteel (Drogenbos)

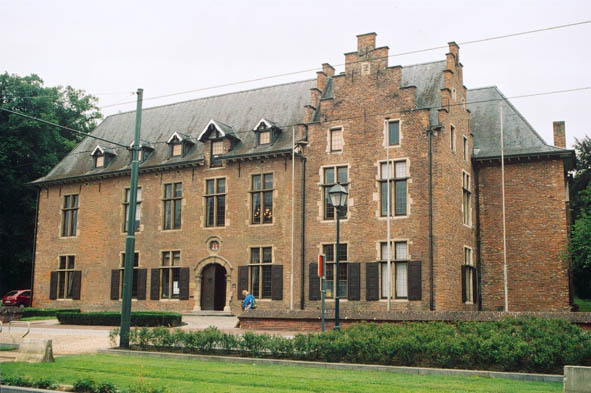
Oud Kasteel

Het Oud Kasteel is een voormalig kasteel in de Vlaams-Brabantse plaats Drogenbos, gelegen aan de Grote Baan 222.

## Geschiedenis
Hier bevond zich de zetel van de heerlijkheid. Het kasteel werd voor het eerst vermeld in 1533 zijnde een nieuw huys metten torre. Vermoedelijk werd het huis geleidelijk gevormd door een woongedeelte tussen twee torens op te richten en later werd er nog een vleugel bijgebouwd.
In 1717 kwam Drogenbos aan Marie-Henriette del Caretto de Savona y Grana die de douarière was van Filips Karel Frans van Arenberg. Zij liet een groot buitenverblijf bouwen, de voorloper van het Kasteel de Rey, en het Oud Kasteel werd toen een rentmeesterswoning waarbij ook de dienstgebouwen als koetshuis, paardenstallen en een oranjerie hoorden. Tijdens de Franse Revolutie werden de bezittingen van de Arenbergs onteigend maar in 1806 kregen ze die weer terug. De rijkdom die de Arenbergs ooit bezaten kwam echter niet terug. De dienstgebouwen werden daarom verhuurd en er had zich een tijd lang een katoendrukkerij in gevestigd.
Na 1930 stond het kasteel leeg en het raakte in verval. De gemeente nam het in 1958 over en restauratie volgde, waarna het kasteel in 1969 als gemeentehuis in gebruik werd genomen.

## Gebouw
Het betreft een gebouw op rechthoekige plattegrond waarvan de oudste delen uit de 17e eeuw stammen. Het is opgetrokken in baksteen en zandsteen.
Het interieur van het Oud Kasteel is niet meer oorspronkelijk, want het werd aangepast aan de nieuwe functie van gemeentehuis.